# Route nationale 120
Pour les articles homonymes, voir Route nationale 120 (homonymie).
La route nationale 120, ou RN 120, est une ancienne route nationale française reliant Uzerche à Aurillac via Tulle et Argentat. Avant 1972, elle se prolongeait jusqu'à Bozouls.

## Histoire
En 1824, la route royale 120 est définie « de Rodez à Limoges par Aurillac », « [s'embranchant] près de Bozouls, sur la route no 88, et [joignant] en avant d'Uzerche la route no 20 de Paris à Toulouse ». Elle succède à la route impériale 140.
Avant la réforme de 1972, elle reliait Uzerche à Bozouls. La section d'Aurillac à Bozouls a été déclassée en RD 920.
Il subsistait encore, jusqu'en 2006, la portion reliant Uzerche à Aurillac. Elle est déclassée en RD 1120 en Corrèze et en RD 120 dans le Cantal.

## Tracé

### D'Uzerche à Aurillac
Les principales communes traversées sont :
- Uzerche (km 0)
- Seilhac (km 12)
- Naves (km 20)
- Tulle (km 28)
- Laguenne (km 31)
- Forgès (km 45)
- Saint-Chamant (km 49)
- Argentat (km 55)
- Montvert (km 80)
- Saint-Paul-des-Landes (km 95)
- Espinat, commune d'Ytrac (km 99)
- Aurillac (km 106)

### D'Aurillac à Bozouls
Les principales communes traversées sont :
- Aurillac (km 106)
- Arpajon-sur-Cère (km 109)
- Lafeuillade-en-Vézie (km 125)
- La croix de Thérondels, commune de Labesserette (km 133)
- Montsalvy (km 137)
- Entraygues-sur-Truyère (km 149)
- Estaing (km 167)
- Espalion (km 176)
- Bozouls (km 185)

Une déviation d'Espalion par l'ouest est ouverte à la circulation depuis le 14 décembre 2018, et inaugurée le même jour. Longue de 3,85 km, elle comprend trois points d'échange (dont un échangeur avec la D 556 vers Bessuéjouls) et quatre ouvrages d'art (dont un pont sur le Lot) et a coûté 26 millions d'euros. La traversée du bourg reste la D 920 tandis que la déviation s'appelle D 920a.